# IC 3405
IC 3405 је лентикуларна галаксија у сазвјежђу Ловачки пси која се налази на листи објеката дубоког неба у Индекс каталогу.
Деклинација објекта је + 37° 43' 50" а ректасцензија 12h 28m 59,5s. Привидна величина (магнитуда) објекта IC 3405 износи 16,1 а фотографска магнитуда 17,1. IC 3405 је још познат и под ознакама NPM1G +38.0255, PGC 2108047.